# Spialia dromus
Spialia dromus là một loài bướm ngày thuộc họ Hesperiidae. Loài này có ở châu Phi. Ở Nam Phi, nó được tìm thấy ở miền đông Cape coast to KwaZulu-Natal into Swaziland. Nó cũng có mặt ở Mpumalanga và the Limpopo Province into miền bắc Gauteng và the extreme north-west of the North West Province.
Sải cánh dài 23–29 mm đối với con đực và 29–32 mm đối với con cái. Con trưởng thành bay quanh năm but are more common in warmer months.
Ấu trùng ăn Triumfetta tomentosa, Triumfetta rhomboidea, Melhania và Waltheria species.